# Episodi di Versailles (terza stagione)
La terza e ultima stagione della serie televisiva Versailles, composta da dieci episodi, è stata trasmessa sul canale via cavo francese Canal+ dal 23 aprile al 21 maggio 2018.
In Italia la stagione è stata interamente pubblicata sulla piattaforma streaming on demand Netflix il 2 agosto 2018.
| nº | Titolo originale         | Titolo italiano            | Prima TV Francia | Pubblicazione Italia |
| -- | ------------------------ | -------------------------- | ---------------- | -------------------- |
| 1  | Miroirs et fumée         | Specchi e fumo             | 23 aprile 2018   | 2 agosto 2018        |
| 2  | Question de confiance    | Questione di fiducia       | 23 aprile 2018   | 2 agosto 2018        |
| 3  | La vérité éclatera       | La verità verrà alla luce  | 30 aprile 2018   | 2 agosto 2018        |
| 4  | Crime et châtiment       | Delitto e castigo          | 30 aprile 2018   | 2 agosto 2018        |
| 5  | L'au-delà                | L'aldilà                   | 7 maggio 2018    | 2 agosto 2018        |
| 6  | La roue de la fortune    | La ruota della fortuna     | 7 maggio 2018    | 2 agosto 2018        |
| 7  | Le livre des révélations | Il libro delle rivelazioni | 14 maggio 2018   | 2 agosto 2018        |
| 8  | Des hommes et des dieux  | Degli uomini e degli dei   | 14 maggio 2018   | 2 agosto 2018        |
| 9  | La poudrière             | La polveriera              | 21 maggio 2018   | 2 agosto 2018        |
| 10 | L'héritage               | L'eredità                  | 21 maggio 2018   | 2 agosto 2018        |

## Specchi e fumo
- Titolo originale: Miroirs et fumée
- Diretto da: Richard Clark
- Scritto da: Tim Loane

### Trama
Sconfitto dalle armate guidate da Filippo d'Orléans, re Leopoldo d'Ungheria, Arciduca d'Austria, giunge alla reggia di Versailles per giurare fedeltà a Luigi XIV. Il monarca presenta ai suoi ospiti la Sala degli Specchi che è stata appena completata. Per inaugurarla viene organizzata una sontuosa festa. Madame de Montespan escogita un piano per screditare Madame de Maintenon, sempre più vicina al sovrano francese.
- Guest star: Rory Keenan (Leopoldo d'Ungheria), Marie Askehave (Delphine, duchessa d’Angers), Daphné Patakia (Eleonora d'Austria), Matthew McNulty (Guillaume), Jenny Platt (Jeanne), Anthony Flanagan (Bastien).

## Questione di fiducia
- Titolo originale: Question de confiance
- Diretto da: Richard Clark
- Scritto da: Tim Loane

### Trama
Filippo d'Orléans deve mandare nelle Americhe i nobili imprigionati per aver tradito il re. Alla prigione della Bastiglia vuole incontrare il duca di Sullun, un aristocratico sconosciuto alla corte e che indossa una maschera di ferro. Entrando nella sua cella, viene colpito alle spalle e perde i sensi. La regina Maria Teresa intrattiene una relazione con l'imperatore Leopoldo d'Ungheria che soggiorna alla reggia in attesa della conclusione degli accordi di pace.
- Guest star: Rory Keenan (Leopoldo d'Ungheria), Marie Askehave (Delphine, duchessa d’Angers), Daphné Patakia (Eleonora d'Austria), Matthew McNulty (Guillaume), Jenny Platt (Jeanne), Anthony Flanagan (Bastien), Dominique Pinon (alienato).

## La verità verrà alla luce
- Titolo originale: La vérité éclatera
- Diretto da: Richard Clark
- Scritto da: Martha Hillier (sceneggiatura), Andrew Bampfield (soggetto) e Tim Loane (soggetto)

### Trama
Dopo aver tradito il marito, la regina Maria Teresa d'Austria fa tutto il possibile per mantenere segreta la sua cattiva condotta. Nel frattempo, il re decreta nuove tasse nonostante gli avvertimenti dei suoi ministri e consiglieri. La gente non può più mangiare a sazietà e questa misura aumenta il malcontento, in particolare, dei parigini. Filippo d'Orléans continua la sua indagine per scoprire l'identità dell'uomo dalla maschera di ferro.
- Guest star: Rory Keenan (Leopoldo d'Ungheria), Ken Bones (cardinale Leto), Marie Askehave (Delphine, duchessa d’Angers), Daphné Patakia (Eleonora d'Austria), Matthew McNulty (Guillaume), Jenny Platt (Jeanne), Anthony Flanagan (Bastien), Dominique Pinon (alienato).

## Delitto e castigo
- Titolo originale: Crime et châtiment
- Diretto da: Richard Clark
- Scritto da: Steve Bailie (sceneggiatura), Andrew Bampfield (soggetto) e Tim Loane (soggetto)

### Trama
Fabien Marchal viene rapito e torturato dagli insorti di Parigi come rappresaglia per gli arresti arbitrari ordinati dal re dopo l'aggressione a uno dei suoi ministri. Da parte sua, Filippo torna alla casa abbandonata in mezzo al bosco, dove ha visto per l'ultima volta lo sconosciuto con la maschera di ferro. Dopo aver rivendicato l'80% della Spagna e dei suoi territori alla morte di Carlo II, Luigi XIV preoccupa il papa che teme di diventare meno potente del re.
- Guest star: Marie Askehave (Delphine, duchessa d’Angers), Daphné Patakia (Eleonora d'Austria), Matthew McNulty (Guillaume), Jenny Platt (Jeanne), Anthony Flanagan (Bastien), Gabrielle Lazure (madre superiora).

## L'aldilà
- Titolo originale: L'au-delà
- Diretto da: Edward Bazalgette
- Scritto da: Andrew Bampfield (soggetto) e Tim Loane (soggetto e sceneggiatura)

### Trama
Madame de Maintenon torna a Versailles, ubriaca di potere. Espande la sua sfera di influenza e intrighi per occupare una posizione importante. Riesce a raggiungere il suo obiettivo quando Luigi la nomina membro del suo Consiglio. A corte, la presenza del monsignor Di Marco, emissario del cardinale Leto, mette in pericolo Bontemps mentre un messaggero del sultano ottomano fa una proposta al re. Se Luigi accetta, l'equilibrio europeo potrebbe essere messo in discussione. Filippo, da parte sua, sospetta che il Vaticano sia coinvolto nell'enigma dell'uomo dalla maschera di ferro. Deve stare attento: le sue indagini potrebbero danneggiarlo.
- Guest star: Marie Askehave (Delphine, duchessa d’Angers), Daphné Patakia (Eleonora d'Austria), Matthew McNulty (Guillaume), Jenny Platt (Jeanne), Anthony Flanagan (Bastien).

## La ruota della fortuna
- Titolo originale: La roue de la fortune
- Diretto da: Edward Bazalgette
- Scritto da: Andrew Bampfield (soggetto e sceneggiatura) e Tim Loane (soggetto)

### Trama
Dopo la morte di Maria Teresa, Luigi cerca di far sposare sua nipote con il re Carlo di Spagna e complotta con gli ottomani. Come al solito, intende, attraverso queste manovre diplomatiche, stabilire la posizione della Francia nel continente europeo. Leopoldo e l'emissario papale, il cardinale Leto, vengono ricevuti a Versailles per partecipare ai funerali della regina. L'evento segna le coscienze. Nel frattempo, Filippo e Marchal continuano le loro indagini e scoprono l'impensabile sull'uomo dalla maschera di ferro. Sospettano uno scandalo di Stato che rischia di far vacillare il potere reale.
- Guest star: Rory Keenan (Leopoldo d'Ungheria), Ken Bones (cardinale Leto), Marie Askehave (Delphine, duchessa d’Angers), Daphné Patakia (Eleonora d'Austria), Frances Pooley (Maria Luisa d'Orléans).

## Il libro delle rivelazioni
- Titolo originale: Le livre des révélations
- Diretto da: Edward Bazalgette
- Scritto da: Tim Loane (soggetto), Andrew Bampfield (soggetto) e Martha Hillier (sceneggiatura)

### Trama
Luigi e Filippo vogliono incontrare la levatrice che si è presa cura del loro fratello maggiore. Nel frattempo, Marchal e i suoi uomini danno la caccia a Sophie ed Eleonora. La rabbia cresce per le strade di Parigi. La popolazione, affamata e sopraffatta dalle tasse, si sta agitando. Se il re non agisce al più presto, rischia di dover affrontare una rivolta popolare. L'imperatore Leopoldo viene a sapere che l'esercito ottomano sta marciando su Vienna. Se gli ottomani riescono a prendere la città, l'intera gerarchia imperiale crollerà.
- Guest star: Rory Keenan (Leopoldo d'Ungheria), Ken Bones (cardinale Leto), Marie Askehave (Delphine, duchessa d’Angers), Daphné Patakia (Eleonora d'Austria), Matthew McNulty (Guillaume), Jenny Platt (Jeanne), Anthony Flanagan (Bastien), Frances Pooley (Maria Luisa d'Orléans), Jean-Hugues Anglade (duca di Sullon), Stéphanie Campion (madame Secrétan).

## Degli uomini e degli dei
- Titolo originale: Des hommes et des dieux
- Diretto da: Pieter Van Hees
- Scritto da: Tim Loane (soggetto), Andrew Bampfield (soggetto) e Steve Bailie (sceneggiatura)

### Trama
Luigi e suo fratello Filippo si chiedono come mantenere segreta l'identità del prigioniero nella maschera di ferro. Le spie sono numerose a corte e potrebbero risolvere l'enigma abbastanza rapidamente. Il cardinale Leto ha perso il suo asso nella manica, ma non ammette ancora la sconfitta. Convince Colbert ed Elisabetta a invitare l'Infanta Isabella del Portogallo a Versailles per sposarla con Luigi. Se questa unione sarà realizzata, ridefinirà gli equilibri europei. Nelle strade di Parigi iniziano a germogliare i semi della rivolta. Gli agitatori ne approfittano per seminare discordia.
- Guest star: Ken Bones (cardinale Leto), Marie Askehave (Delphine, duchessa d’Angers), Matthew McNulty (Guillaume), Jenny Platt (Jeanne), Anthony Flanagan (Bastien), Jean-Hugues Anglade (duca di Sullon).

## La polveriera
- Titolo originale: La poudrière
- Diretto da: Pieter Van Hees
- Scritto da: Tim Loane e Andrew Bampfield

### Trama
Luigi e Filippo si scontrano sul destino che dovrebbe essere riservato all'uomo dalla maschera di ferro. Non sono d'accordo su quale azione intraprendere.  Allo stesso tempo, Luigi sta accelerando la sua campagna di espansione in Europa. Desidera inoltre revocare l'editto di Nantes, promulgato nel 1598 da Enrico IV, che concede alcuni diritti ai protestanti. Marchal mette in discussione le decisioni del suo re mentre Filippo precipita in una spirale di autodistruzione. L'Infanta Isabella arriva a Versailles. Il futuro del regno è sulle sue spalle.
- Guest star: Ken Bones (cardinale Leto), Marie Askehave (Delphine, duchessa d’Angers), Matthew McNulty (Guillaume), Jenny Platt (Jeanne), Anthony Flanagan (Bastien), Benedita Pereira (Isabella Luisa di Braganza), Jean-Hugues Anglade (duca di Sullon).

## L'eredità
- Titolo originale: L'héritage
- Diretto da: Pieter Van Hees
- Scritto da: Tim Loane e Andrew Bampfield

### Trama
Dopo aver messo in ginocchio i protestanti e ostacolato i piani del cardinale Leto, Luigi si sente invincibile. Ma la Francia è divisa e Luigi cerca di riconquistare la fiducia della gente. Deve agire per evitare una rivolta popolare che potrebbe scuotere il potere reale. Spera nel ritorno del fratello a Versailles e convoca il Delfino per insegnargli l'arte di essere un buon re. Deve pensare alla sua successione e non lasciare che un periodo di instabilità si protragga troppo a lungo. A Parigi i ribelli fomentano un attacco contro il re.
- Guest star: Marie Askehave (Delphine, duchessa d’Angers), Matthew McNulty (Guillaume), Jenny Platt (Jeanne), Anthony Flanagan (Bastien), Benedita Pereira (Isabella Luisa di Braganza).